# Strawpoll
Strawpoll (auch: Straw-Poll; engl.: straw: Stroh, poll: Umfrage) bezeichnet kurze Meinungsumfragen im Usenet.
Das 1979 entstandene Usenet ist die älteste Diskussionsplattform im Internet. Da es viele Millionen Menschen weltweit täglich benutzen, werden die Diskussionsthemen in Gruppen  (Newsgroups) verteilt, die man einzeln lesen kann. Das Anlegen oder Entfernen dieser Newsgroups wird durch relativ formale Regeln festgelegt, die u. a. Abstimmungen, Diskussionszeiten usw. regeln. Ein Strawpoll ist ein gern benutztes Abstimmungskonzept, wenn es mehrere Gruppen mit unterschiedlichen Meinungen gibt und die grundsätzliche Akzeptanz eines Vorschlages bestätigt oder abgelehnt werden soll. Ein Strawpoll ist somit eine „inoffizielle“ Abstimmung, die im Usenet keine endgültige Entscheidung darstellt, sondern einen eher informativen Charakter hat. Neben Strawpolls gibt es auch Abstimmungen (sog. Call for Votes, kurz CfV) nach einem Request for Discussions (kurz RfD), eben jenen Diskussionen, die zum Einrichten neuer oder Löschen bestehender Gruppen führen kann.